# Hidaybu (huyện)
Huyện Hidaybu là một trong hai huyện thuộc tỉnh Socotra, Yemen. Huyện là phần phía đông của đảo lớn thuộc quần đảo Socotra. Huyện được đặt tên theo thủ phủ của huyện, thị trấn Hadibu. Đến thời điểm năm 2003, huyện này có dân số 34011 người